# Vladimír Piskoř
Vladimír Piskoř (* 10. března 1960 Praha) je český překladatel z finštiny, ruštiny a angličtiny.

## Život
Vladimír Piskoř navštěvoval Gymnázium Budějovická v Praze. Maturoval v roce 1979. Následně v letech 1979 až 1984 studoval obory finština a ruština na Filozofické fakultě Univerzity Karlovy.
Po univerzitních studiích pracoval v nakladatelstvích Svoboda a Albatros.
Z finštiny přeložil více než třicet titulů (např. Arto Paasilinna, Mika Waltari, Asko Sahlberg, Arto Salminen, Kristina Carlsonová, Riikka Pulkkinen). V září 2012 obdržel v Helsinkách státní cenu za překlad a propagaci finské literatury, kterou každoročně uděluje ministerstvo školství a kultury na návrh Informačního centra finské literatury (FILI).

## Vybrané překlady z finštiny
- Carlson, Kristina: Zahradník pana Darwina (Herra Darwinin puutarhuri, 2009, česky vydala Mladá fronta, Praha 2011)
- Härkönen, Anna-Leena: Akvárium lásky (Akvaariorakkautta, 1990, česky 1992, ISBN 80-7116-188-8)
- Hotakainen, Kari: Na domácí frontě (Juoksuhaudantie, 2002, česky 2006, ISBN 80-86862-12-7)
- Hotakainen, Kari: Slovo boží (Jumalan sana, 2011, česky 2012, ISBN 978-80-7438-074-7)
- Jääskeläinen, Pasi Ilmari: Literární spolek Laury Sněžné (Lumikko ja yhdeksän muuta, 2006, česky vydala Paseka, Praha 2015)
- Krohn, Leena: Durman (Datura, 2001, česky 2004, ISBN 80-86515-46-X)
- Liksom, Rosa: Prázdné cesty (výbor povídek z původních souborů Tyhjän tien paratiisit a Unohdettu vartti, česky 1997, ISBN 80-7207-066-5)
- Lipson, Katri: Zmrzlinář (Jäätelökauppias, 2012, česky vydalo Argo, Praha 2014)
- Paasilinna, Arto: Autobus sebevrahů (Hurmaava joukkoitsemurha, 1990, česky 2006, ISBN 80-86026-42-6)
- Paasilinna, Arto: Chlupatý sluha pana faráře (Rovasti Huuskosen petomainen miespalvelija, 1995, česky 2005, ISBN 80-86026-34-5)
- Sahlberg, Asko: Pírko (Höyhen, 2002, česky 2005, ISBN 80-86515-58-3)
- Seppälä, Juha: Švihadlo (Hyppynaru, 1990, česky 1996, ISBN 80-85769-72-7)
- Seppälä, Juha: Velké příběhy (Suuret kertomukset, 2000, česky 2003, ISBN 80-86515-26-5)
- Waltari, Mika: Bosá královna (Kaarina Maununtytär, 1942, česky vydal Hejkal, Havlíčkův Brod 2008)